# Il cane giallo della Mongolia
Il cane giallo della Mongolia (Die Höhle des gelben Hundes) è un film del 2005 scritto e diretto da Davaa Bâmbasürėn, tratto da un racconto di Ljagvaa Gantuâa.
È stato scelto come rappresentante della Mongolia nella categoria per il miglior film straniero ai premi Oscar 2006.

## Trama
La piccola Nansal, di sei anni, è la figlia maggiore dei Batčuluun, una famiglia di nomadi mongoli che vive alle pendici dei Monti Altaj. Un giorno, Nansal trova in una grotta nelle montagne un cagnolino, da lei prontamente ribattezzato Macchia, e lo prende con sé nonostante il parere contrario del padre Urjindorj, che sostiene che l'animale potrebbe attrarre dei lupi verso il loro prezioso gregge di pecore. A stagione finita, per la famiglia arriva come tutti gli anni il momento di smontare la iurta e trasferirsi: Urjindorj avverte Nansal di decidersi ad abbandonare Macchia una volta per tutte, ma il cane riuscirà a fargli cambiare idea, salvando in maniera provvidenziale il pargolo Batbaâr da uno stormo di avvoltoi.

## Produzione
Il film è stato girato da una troupe di sei persone, che hanno vissuto per tutta la durata delle riprese nei pressi della iurta dei Batčuluun, a un'ora e mezza di automobile dal primo centro abitato, per meglio documentarne la vita e le abitudini. Non potendo contare sulla corrente elettrica, per conservare in condizioni ottimali la pellicola con il materiale girato, si è optato per un congelatore a batterie, alimentato nottetempo da un generatore che non poteva essere azionato durante il giorno senza interferire con la registrazione del suono.

## Distribuzione
È stato distribuito nelle sale cinematografiche tedesche a partire dal 28 luglio 2005, mentre in quelle italiane a partire dal 28 aprile 2006.

## Accoglienza
Il film ha incassato 3,5 milioni di dollari in tutto il mondo.

## Premi e candidature
- 2005 - Festival di Cannes
  - Palm Dog al cane Bruno
- 2006 - Deutscher Filmpreis
  - Miglior film per bambini
- 2006 - Festival internazionale del cinema di San Sebastián
  - Premio SIGNIS - Menzione speciale
- 2007 - Young Artist Awards
  - Candidatura per il miglior attore protagonista in un film internazionale a Batčuluun Nansal